# Olympische Sommerspiele 2012/Leichtathletik – Dreisprung (Männer)

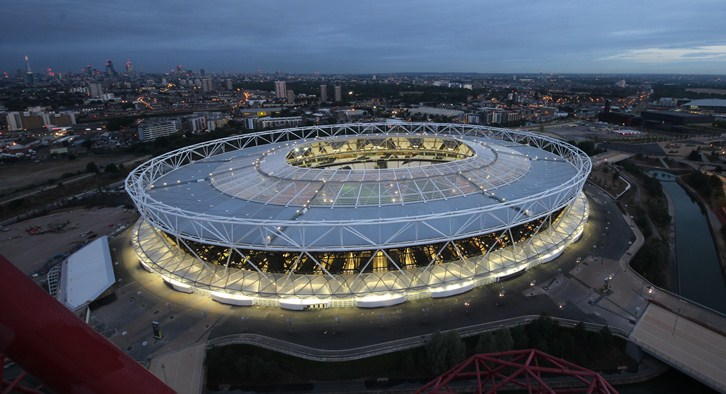
Das Olympiastadion von London im Jahr 2015

Der Dreisprung der Männer bei den Olympischen Spielen 2012 in London wurde am 7. und 9. August 2012 im Olympiastadion London ausgetragen. 27 Athleten nahmen teil.
Olympiasieger wurde der US-Amerikaner Christian Taylor, der vor seinem Landsmann Will Claye gewann. Die Bronzemedaille errang der Italiener Fabrizio Donato.
Athleten aus Deutschland, der Schweiz, Österreich und Liechtenstein nahmen nicht teil.

## Aktuelle Titelträger
| Olympiasieger                      | Nelson Évora ( Portugal)        | 17,67 m | Peking 2008       |
| Weltmeister                        | Christian Taylor ( USA)         | 17,96 m | Daegu 2011        |
| Europameister                      | Fabrizio Donato ( Italien)      | 17,63 m | Helsinki 2012     |
| Zentralamerika und Karibik-Meister | Samyr Lainé ( Haiti)            | 17,09 m | Mayagüez 2011     |
| Südamerika-Meister                 | Maximiliano Díaz ( Argentinien) | 16,51 m | Buenos Aires 2011 |
| Asienmeister                       | Jewgeni Ektow ( Kasachstan)     | 16,91 m | Kōbe 2011         |
| Afrikameister                      | Tosin Oke ( Nigeria)            | 16,98 m | Porto-Novo 2012   |
| Ozeanienmeister                    | Scott Thomson ( Neuseeland)     | 14,74 m | Cairns 2012       |

## Bestehende Rekorde
| Weltrekord         | Jonathan Edwards ( Großbritannien) | 18,29 m | Göteborg, Schweden         | 7. August 1995 |
| Olympischer Rekord | Kenny Harrison ( USA)              | 18,09 m | Finale OS von Atlanta, USA | 27. Juli 1996  |

Der bestehende olympische Rekord wurde bei diesen Spielen nicht erreicht. Mit seinem weitesten Sprung auf 17,81 m im vierten Durchgang des Finales bei einem Rückenwind von 0,6 m/s verfehlte der US-amerikanische Olympiasieger Christian Taylor diesen Rekord um 28 Zentimeter. Zum Weltrekord fehlten ihm 48 Zentimeter.

## Doping
Der zunächst neuntplatzierte Russe Ljukman Adams wurde vom Internationalen Sportgerichtshof (CAS) im Februar 2019 wegen Verstoßes gegen die Antidopingbestimmungen für vier Jahre gesperrt. Außerdem wurden seine vom 16. Juli 2012 bis 14. September 2014 erzielten Resultate annulliert. Der Einspruch gegen diesen Entscheid wurde am 7. April 2021 zurückgewiesen.
Benachteiligt wurde der Ukrainer Sheryf El-Sheryf, der in der Qualifikation ausgeschieden war, aufgrund seiner Platzierung jedoch am Finale hätte teilnehmen können.

## Legende
Kurze Übersicht zur Bedeutung der Symbolik – so üblicherweise auch in sonstigen Veröffentlichungen verwendet:
| – | verzichtet                                 |
| x | ungültig                                   |
| w | Windunterstützung über dem zulässigen Wert |

Anmerkungen:
- Alle Zeiten in diesem Beitrag sind nach Ortszeit London (UTC±0) angegeben.
- Alle Weitenangaben sind in Metern (m) notiert.

## Qualifikation
7. August 2012, 10:45 Uhr
Die Qualifikation wurde in zwei Gruppen durchgeführt. Zwei Springer übertrafen die Qualifikationsweite von 17,10 m. Damit war die Mindestanzahl von zwölf Finalteilnehmern nicht erreicht. So wurde das Finalfeld mit zehn weiteren Wettbewerbern aus beiden Gruppen (hellgrün unterlegt) nach den nächstbesten Weiten aufgefüllt. Für die Teilnahme am Finale waren schließlich 16,62 m notwendig.

### Gruppe A
| Platz | Name                | Nation              | 1. Versuch Wind (m/s) | 2. Versuch Wind (m/s) | 3. Versuch Wind (m/s) | Resultat | Anmerkung                 |
| 1     | Benjamin Compaoré   | Frankreich          | 16,82 / −0,5          | 17,06 / +0,8          | –                     | 17,06    |                           |
| 2     | Daniele Greco       | Italien             | 17,00 / +0,6          | –                     | –                     | 17,00    |                           |
| 3     | Will Claye          | USA                 | 16,56 / −0,5          | 16,44 / −1,5          | 16,87 / −0,2          | 16,87    |                           |
| 4     | Tosin Oke           | Nigeria             | 16,59 / −1,3          | 16,83 / −0,3          | x                     | 16,83    |                           |
| 5     | Samyr Lainé         | Haiti               | 16,14 / ±0,0          | 16,81 / +1,4          | x                     | 16,81    |                           |
| 6     | Dsmitryj Platnizki  | Belarus             | x                     | 15,66 / −0,4          | 16,62 / +0,3          | 16,62    |                           |
| 7     | Phillips Idowu      | Großbritannien      | 16,47 / −0,7          | x                     | 16,53 / −1,0          | 16,53    |                           |
| 8     | Arnie David Giralt  | Kuba                | 15,74 / +1,1          | 16,42 / +0,1          | 16,45 / +1,1          | 16,45    |                           |
| 9     | Jewgeni Ektow       | Kasachstan          | x                     | 16,31 / −0,1          | x                     | 16,31    |                           |
| 10    | Cao Shuo            | Volksrepublik China | 16,11 / −1,8          | 16,26 / +1,2          | 16,27 / −1,2          | 16,27    |                           |
| 11    | José Adrián Sornoza | Ecuador             | 15,59 / −0,5          | 16,04 / −2,4          | x                     | 16,04    |                           |
| NM    | Renjith Maheswary   | Indien              | x                     | x                     | x                     | ogV      |                           |
| DOP   | Ljukman Adams       | Russland            | 16,67 / −1,0          | x                     | 16,88 / −0,9          | 16,88    | für das Finale zugelassen |

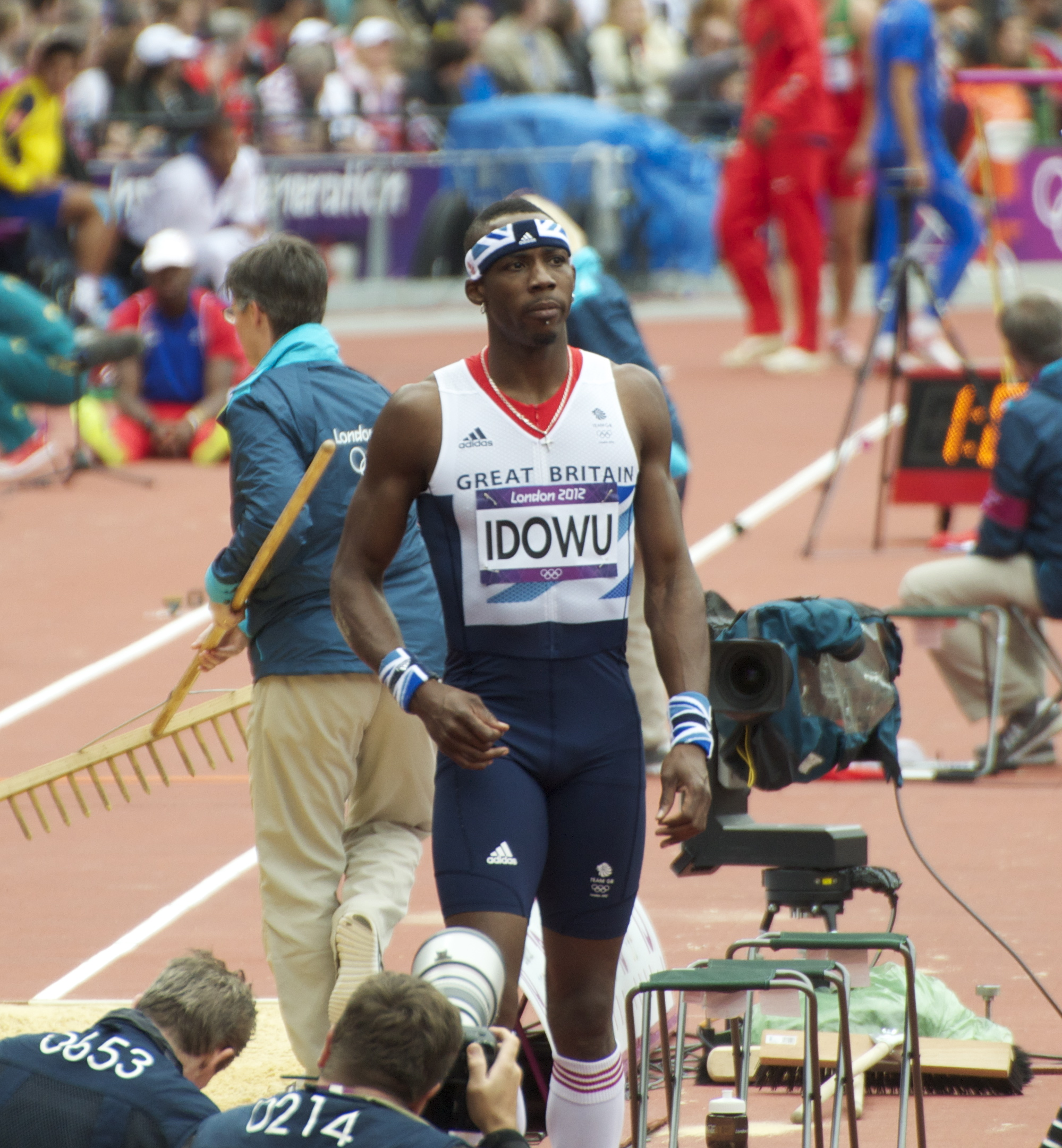
Phillips Idowu – ausgeschieden mit 16,53 m

Weitere in Qualifikationsgruppe A ausgeschiedene Dreispringer:

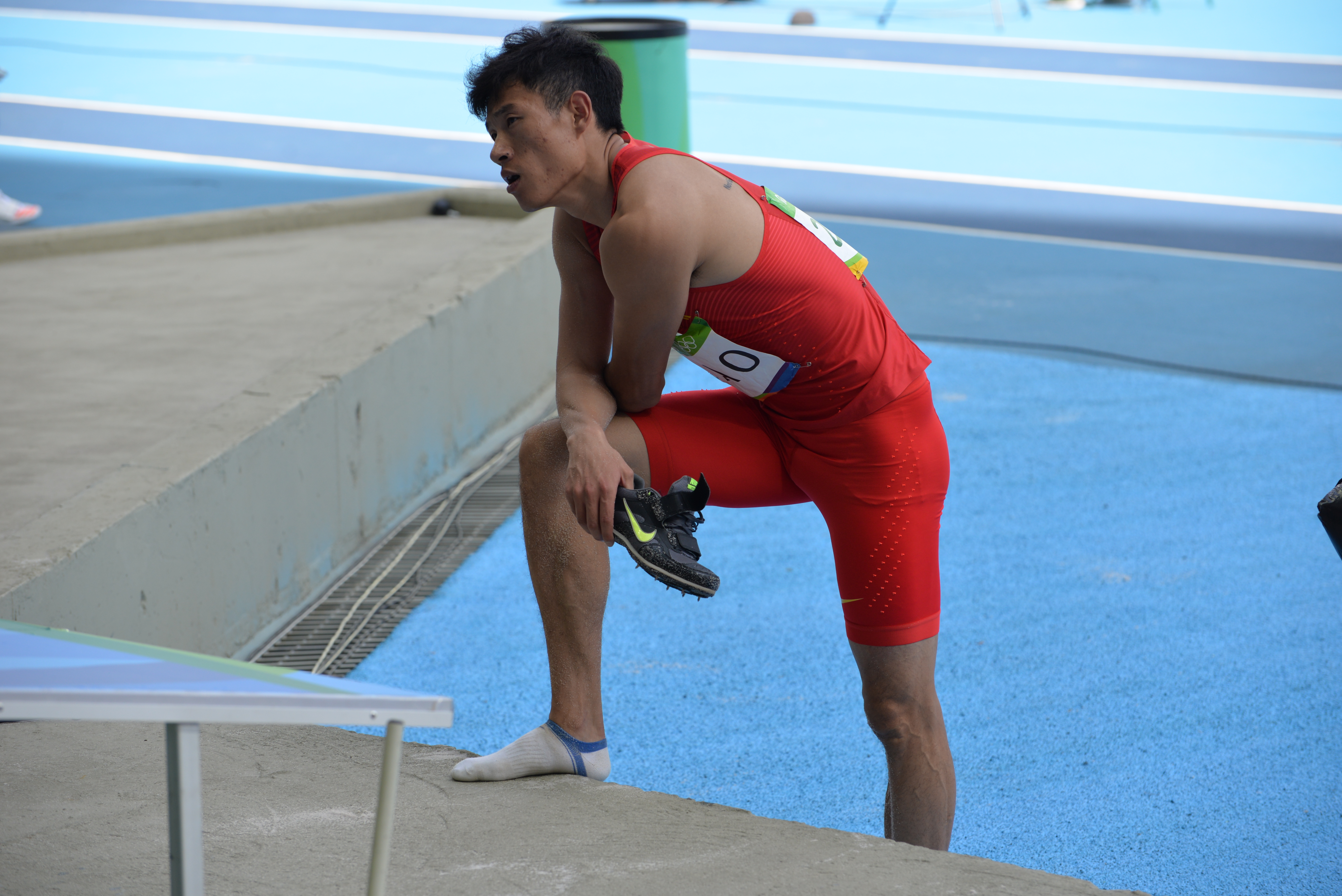
Cao Shuo – 16,27 m
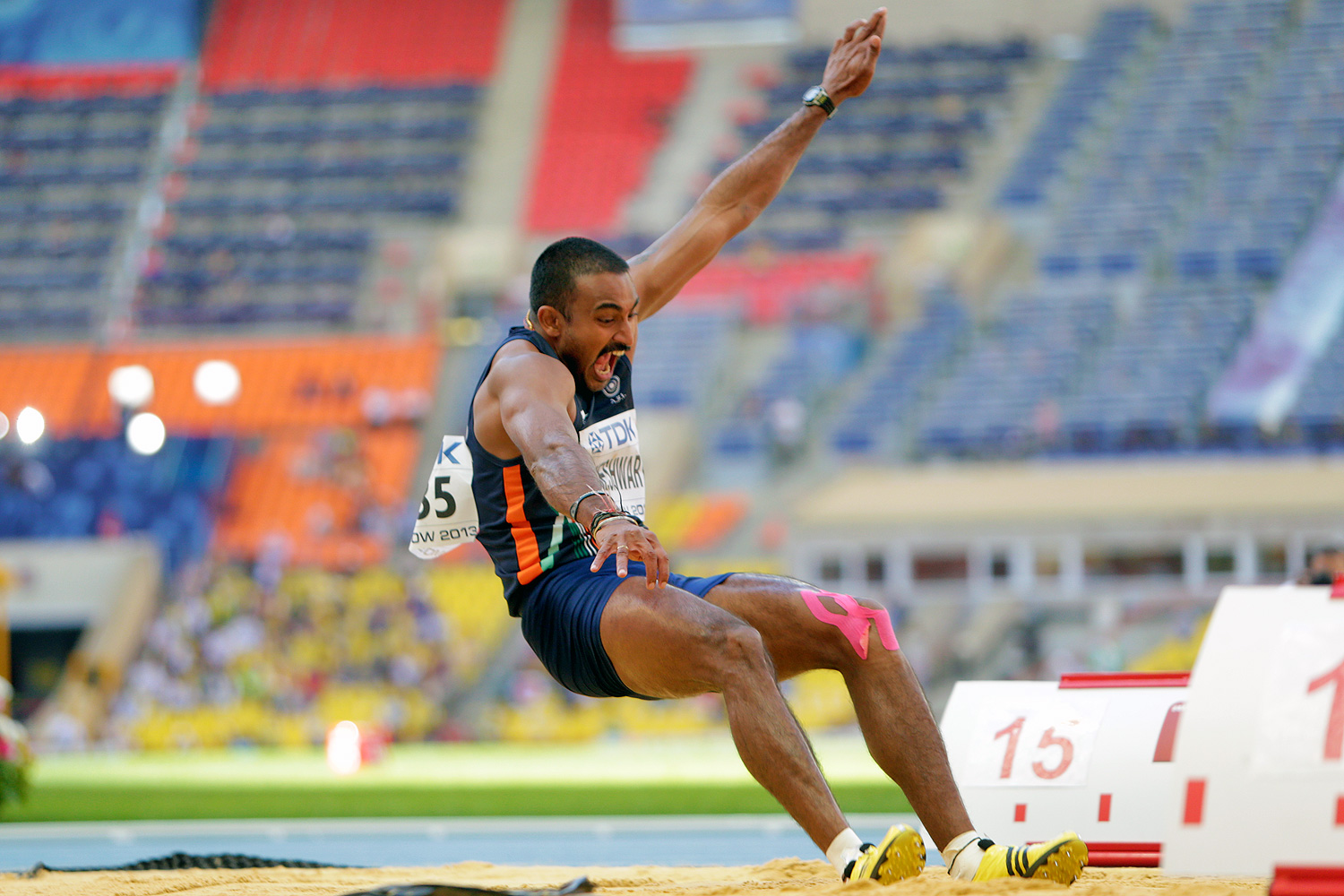
Renjith Maheswary – kein gültiger Versuch

### Gruppe B

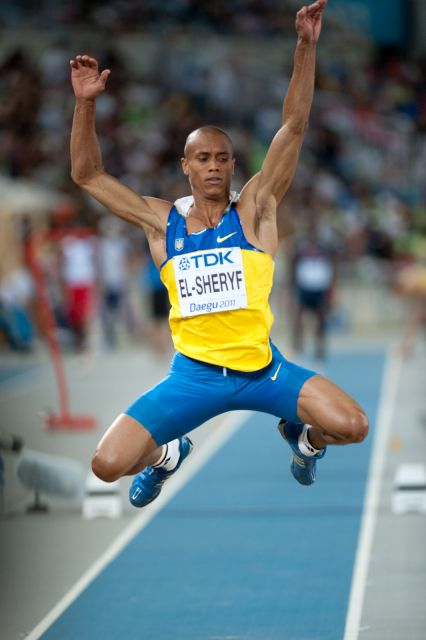
Sheryf El-Sheryf verpasste mit seinen 16,60 m das Finale um zwei Zentimeter, wäre jedoch nach Disqualifikation des gedopten Ljukman Adams dort startberechtigt gewesen

| Platz | Name                    | Nation                       | 1. Versuch Wind (m/s) | 2. Versuch Wind (m/s) | 3. Versuch Wind (m/s) | Resultat | Anmerkung                              |
| 1     | Christian Taylor        | USA                          | 17,21 / +0,2          | –                     | –                     | 17,21    |                                        |
| 2     | Leevan Sands            | Bahamas                      | 17,17 / −0,4          | –                     | –                     | 17,17    |                                        |
| 3     | Dong Bin                | Volksrepublik China          | x                     | 16,94 / +0,1          | –                     | 16,94    |                                        |
| 4     | Fabrizio Donato         | Italien                      | 16,86 / −1,2          | –                     | –                     | 16,86    |                                        |
| 5     | Alexis Copello          | Kuba                         | x                     | 16,70 / −0,7          | 16,79 / +1,0          | 16,79    |                                        |
| 6     | Sheryf El-Sheryf        | Ukraine                      | 16,60 / +0,4          | 14,83 / −2,5          | x                     | 16,60    | eigentlich für das Finale qualifiziert |
| 7     | Issam Nima              | Algerien                     | 15,21 / −0,7          | x                     | 16,50 / +0,5          | 16,50    |                                        |
| 8     | Henry Frayne            | Australien                   | 16,25 / +0,2          | 16,35 / +0,2          | 16,40 / −0,2          | 16,40    |                                        |
| 9     | Muhammad Halim          | Amerikanische Jungferninseln | 15,54 / −0,6          | 16,39 / −0,6          | 15,31 / +0,5          | 16,39    |                                        |
| 10    | Roman Walijew           | Kasachstan                   | x                     | x                     | 16,23 / −1,0          | 16,23    |                                        |
| 11    | Kim Deok-hyeon          | Südkorea                     | 15,35 / −0,8          | x                     | 16,22 / −0,3          | 16,22    |                                        |
| 12    | Yoandri Betanzos        | Kuba                         | 14,84 / +0,2          | 16,22 / +2,9          | x                     | 16,22    | w                                      |
| 13    | Mohamed Abbas Darwish   | Vereinigte Arabische Emirate | x                     | 16,06 / +1,7          | 15,93 / +1,6          | 16,06    |                                        |
| 14    | Jonathan Henrique Silva | Brasilien                    | 15,59 / −1,3          | x                     | x                     | 15,59    |                                        |

## Finale
9. August 2012, 19:20 Uhr
| Platz | Name               | Nation              | 1. Versuch Wind (m/s) | 2. Versuch Wind (m/s) | 3. Versuch Wind (m/s) | 4. Versuch Wind (m/s)                    | 5. Versuch Wind (m/s)                    | 6. Versuch Wind (m/s)                    | Resultat |
| 1     | Christian Taylor   | USA                 | x                     | x                     | 17,15 / −0,1          | 17,81 / +0,6                             | 17,55 / −0,2                             | x                                        | 17,81    |
| 2     | Will Claye         | USA                 | x                     | 17,54 / ±0,0          | 17,43 / +0,1          | 17,62 / +0,6                             | 17,25 / −0,3                             | 16,66 / −0,1                             | 17,62    |
| 3     | Fabrizio Donato    | Italien             | 17,38 / +0,4          | 17,44 / +0,1          | 17,45 / −0,2          | 17,48 / +0,6                             | –                                        | x                                        | 17,48    |
| 4     | Daniele Greco      | Italien             | 16,90 / −0,5          | 17,34 / +0,9          | x                     | x                                        | –                                        | 16,92 / −0,3                             | 17,34    |
| 5     | Leevan Sands       | Bahamas             | x                     | 17,19 / +0,2          | 17,12 / −0,1          | x                                        | –                                        | –                                        | 17,19    |
| 6     | Benjamin Compaoré  | Frankreich          | 15,53 / +0,7          | 17,08 / ±0,0          | 14,16 / +0,2          | 16,27 / +0,5                             | 13,68 / −0,4                             | x                                        | 17,08    |
| 7     | Tosin Oke          | Nigeria             | x                     | 16,91 / +0,5          | 16,95 / +0,7          | x                                        | x                                        | x                                        | 16,95    |
| 8     | Alexis Copello     | Kuba                | 16,92 / +0,5          | x                     | x                     | 14,75 / +0,6                             | x                                        | 16,68 / −0,2                             | 16,92    |
|       |                    |                     |                       |                       |                       |                                          |                                          |                                          |          |
| 9     | Dong Bin           | Volksrepublik China | 16,75 / +0,3          | x                     | x                     | nicht im Finale der besten acht Springer | nicht im Finale der besten acht Springer | nicht im Finale der besten acht Springer | 16,75    |
| 10    | Samyr Lainé        | Haiti               | x                     | 16,65 / +0,8          | 16,59 / +0,2          | nicht im Finale der besten acht Springer | nicht im Finale der besten acht Springer | nicht im Finale der besten acht Springer | 16,65    |
| 11    | Dsmitryj Platnizki | Belarus             | 16,08 / +0,2          | x                     | 16,19 / −0,7          | nicht im Finale der besten acht Springer | nicht im Finale der besten acht Springer | nicht im Finale der besten acht Springer | 16,19    |
| DOP   | Ljukman Adams      | Russland            | 16,78 / +0,2          | x                     | x                     | nicht im Finale der besten acht Springer | nicht im Finale der besten acht Springer | nicht im Finale der besten acht Springer | 16,78    |

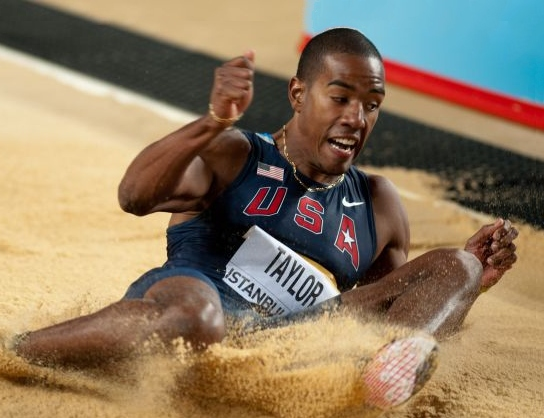
Christian Taylor gewann den Dreisprung
mit starker Leistung

Für das Finale hatten sich zwölf Athleten – unter ihnen der gedopte Russe Ljukman Adams – qualifiziert. Zwei von ihnen hatten die direkte Qualifikationsweite übertroffen, die anderen waren über ihre jeweiligen Platzierungen in diesem Finale dabei. Zwei US-Amerikaner und zwei Italiener kämpften zusammen mit je einem Teilnehmer von den Bahamas, aus China, Frankreich, Haiti, Kuba, Nigeria, Russland und Weißrussland um die Medaillen.
Favorit war der amtierende Weltmeister Christian Taylor aus den USA. Einer seiner Hauptkonkurrenten, der britische Vizeweltmeister Phillips Idowu laborierte an einem eingeklemmten Nerv, den er sich bei einem Meeting im Rahmen der IAAF Diamond League, den Prefontaine Classic im US-amerikanischen Eugene, im Juni zugezogen hatte. Idowu trat dennoch in London an, scheiterte jedoch in der Qualifikation.
In der ersten Runde setzte sich der italienische Europameister Fabrizio Donato mit 17,38 m an die Spitze. Im zweiten Versuch verbesserte er sich auf 17,44 m, rutschte jedoch auf Platz zwei, nachdem Will Claye aus den USA, Bronzemedaillengewinner im Weitsprung, 17,54 m erzielt hatte. Donato verbesserte sich in der dritten Runde um einen Zentimeter, während Taylor nach zunächst zwei Fehlversuchen auf 17,15 m kam und nun Rang fünf hinter dem Italiener Daniele Greco und Leevan Sands von den Bahamas belegte.
In der vierten Runde kam es zur Entscheidung um die Medaillen. Donato sprang 17,48 m, Claye verbesserte sich auf 17,62 m. Taylor gelangen 17,81 m, damit eroberte er die Spitze. Diese Reihenfolge hatte bis zum Ende Bestand.

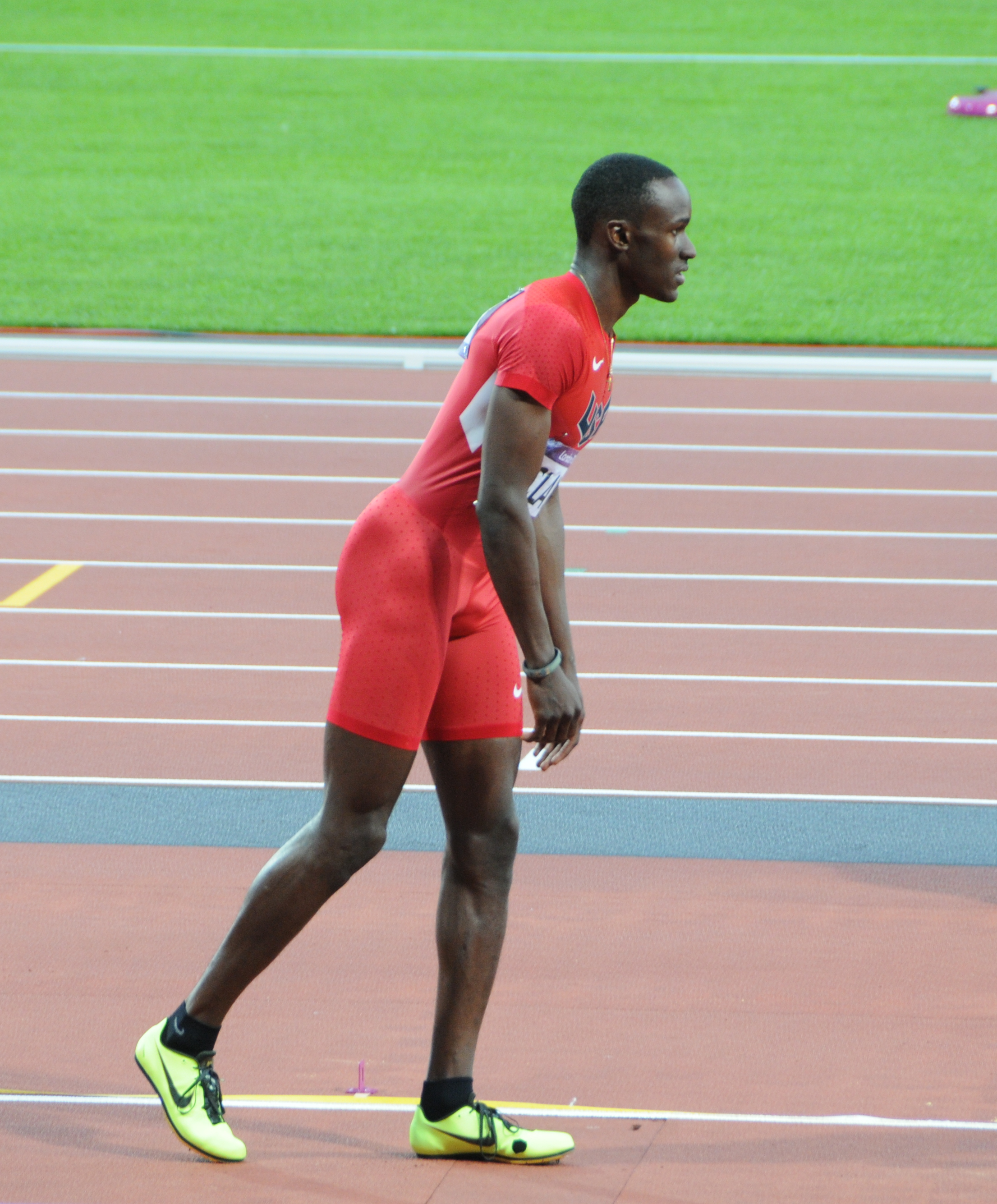
Silbermedaille: Will Claye
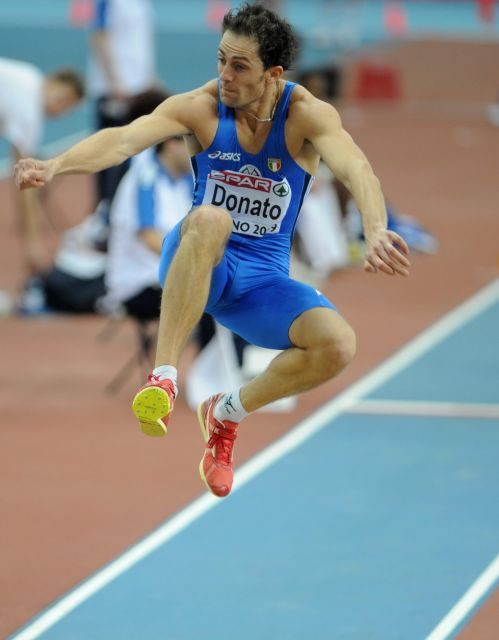
Bronzemedaille: Fabrizio Donato

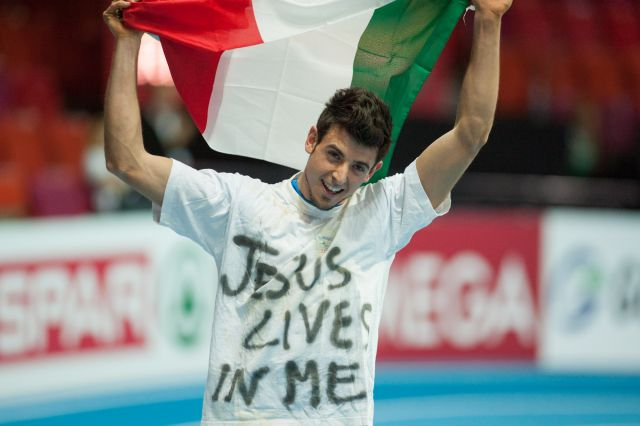
Der Italiener Daniele Greco erreichte Platz vier
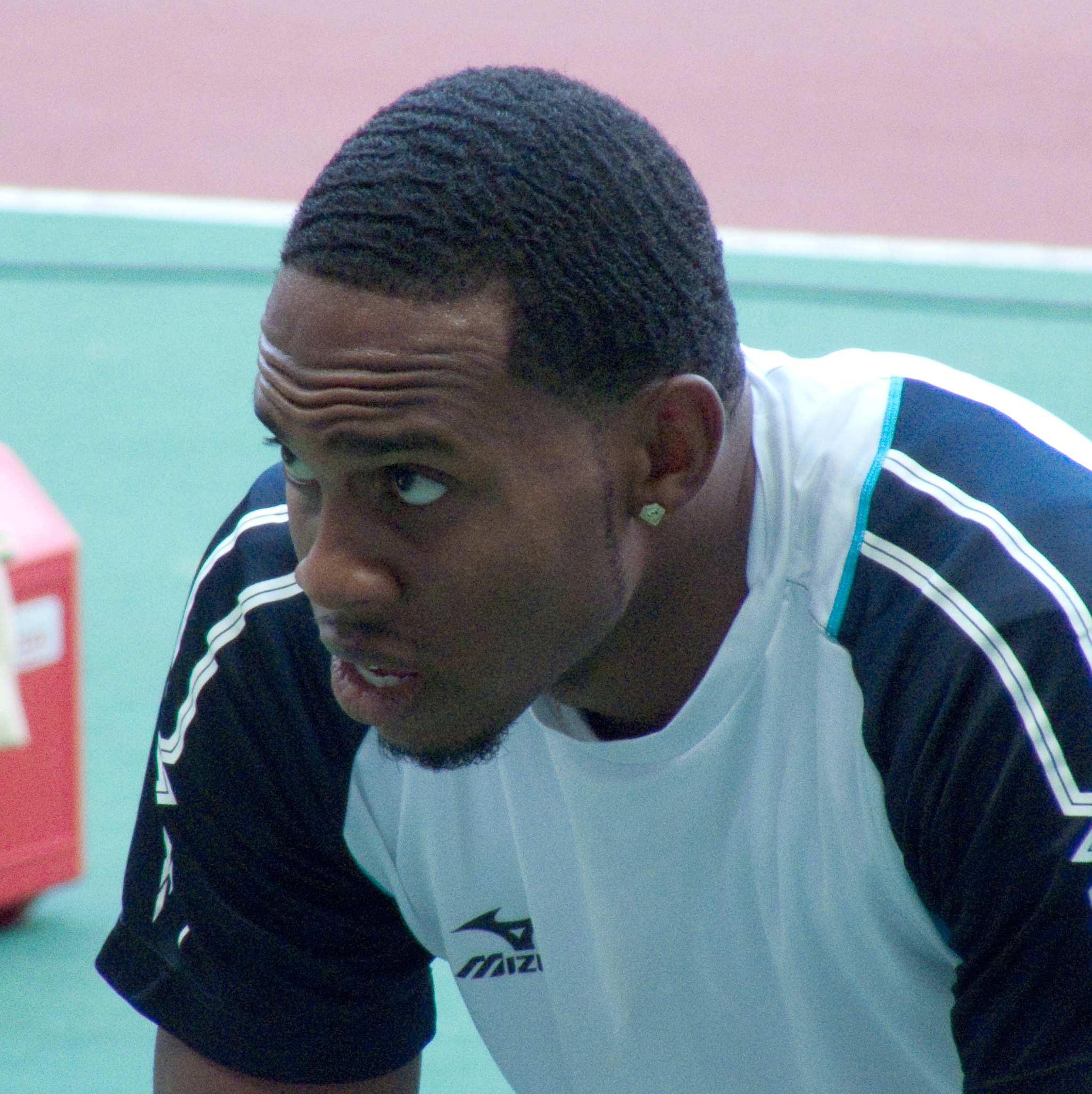
Leevan Sands wurde Olympiafünfter
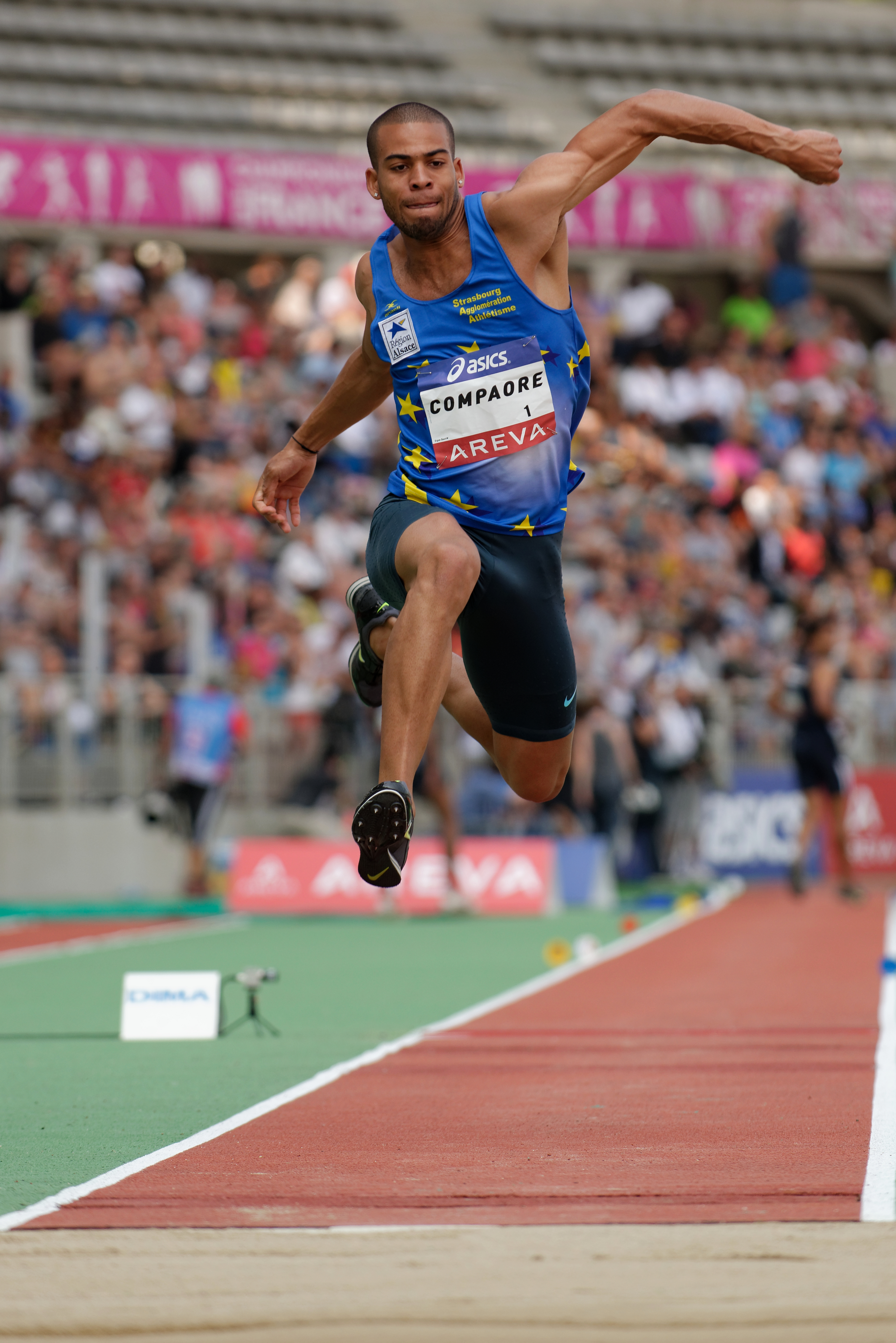
Der Olympiasechste Benjamin Compaoré
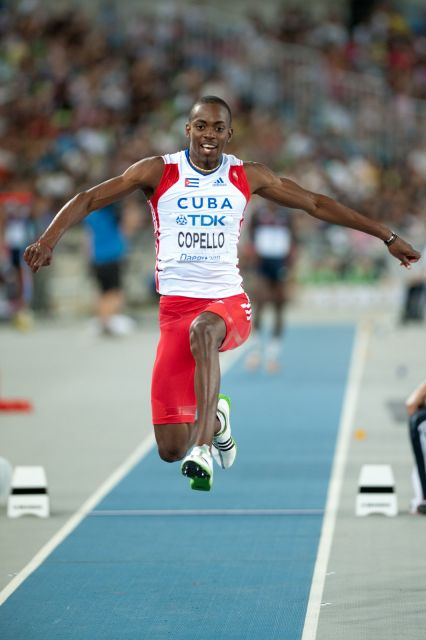
Alexis Copello kam auf den achten Platz
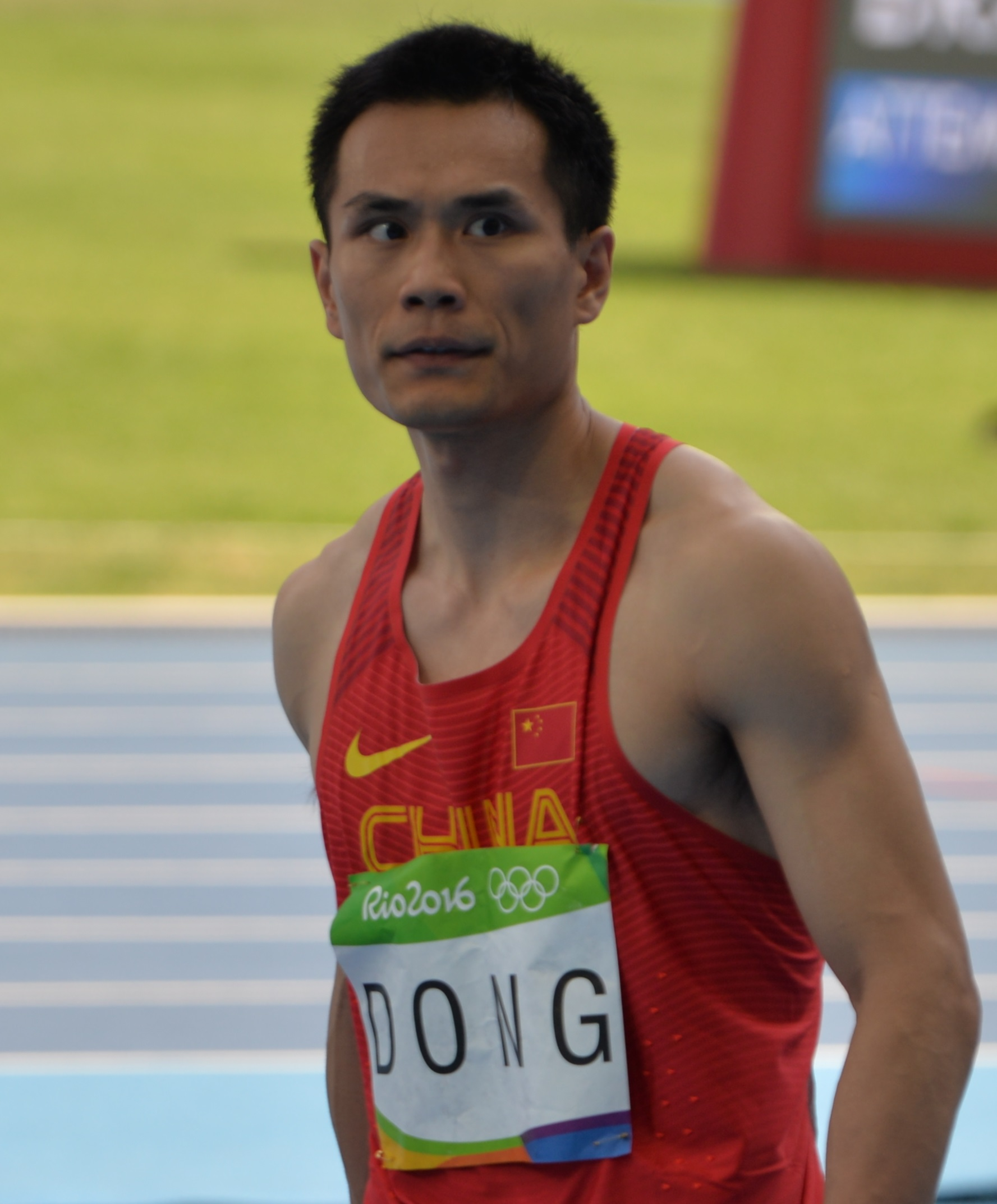
Der neuntplatzierte Dong Bin
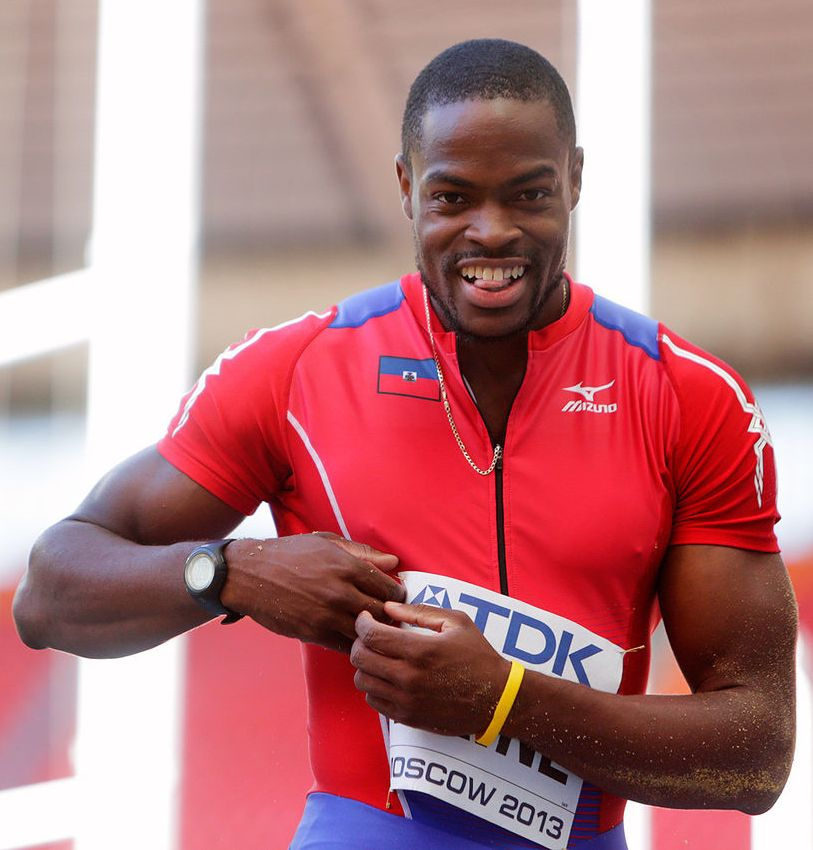
Samyr Lainé belegte Rang zehn
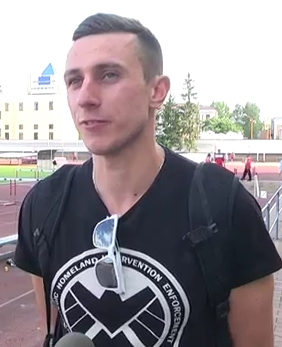
Dsmitryj Platnizki – Rang elf

## Video
- Christian Taylor Wins Men's Triple Jump Gold - London 2012 Olympics, youtube.com, abgerufen am 3. April 2022